# Беверен
Беверен (нід. Beveren) — місто і громада в бельгійській провінції Східна Фландрія. У місті розташований порт Васланд (нід. Waaslandhaven), на лівому березі річки Шельди.
Також в місті базується футбольний клуб «Беверен», заснований в 1935 році.

## Населення
Усі історичні дані стосуються нинішньої громади, включаючи райони, включені після злиття 1 січня 1977 року.
- Джерела: NIS, Пр: з 1806 і до 1981=перепис; після 1990 = оцінка на 1 січня